# Hello (徳永英明の曲)
「Hello」（ハロー）は、2009年8月19日に発売された徳永英明44枚目のシングル。

## 解説
前作「砂時計」から4か月ぶりのシングル。
カップリング曲『あなたしか見えなかった』は、2009年7月29日発売のライブDVD『HIDEAKI TOKUNAGA CONCERT TOUR '08-'09 SINGLES BEST』の初回限定盤に同曲のミュージック・ビデオが先に収録されていたが、本作シングル発売により初めてCD音源化がされた1曲である。

## パッケージ仕様
通常盤と初回限定盤2形態で発売。
初回限定盤は表題曲「Hello」のミュージック・ビデオが収録されたDVD付。

## 収録曲
全曲　作曲：德永英明　編曲：坂本昌之

### CD
1. Hello
  - 作詞：德永英明
  - ヤマザキ「ふんわり食パン」CMソング
  - 日本テレビ系「スッキリ!!」2009年8月テーマソング
2. あなたしか見えなかった
  - 作詞：山田ひろし
3. Hello（instrumental）
4. あなたしか見えなかった（instrumental）

### DVD（初回限定盤付属）
1. Hello（PV）